# Membre de Noray
Le membre de Noray est une dépendance de l'ordre du Temple puis des Hospitalier de l'ordre de Saint-Jean de Jérusalem qui se trouve sur la commune de Nozay dans le département de Essonne.

## Histoire
Ce membre fait partie de la commanderie de Balizy. La maison avec ses 60 arpents de terre est vendue par Hébert de Montlhery en juillet 1246,.
Lors de la dévolution des biens de l'ordre du Temple les Hospitaliers de l'ordre de Saint-Jean de Jérusalem récupèrent le membre en même temps que la commanderie de Balizy. Ce n'est plus qu'une masure privée de ses terres que les seigneurs voisins ont usurpées au fil du temps. En 1754, le prieur de France tenta de le récupérer mais apparemment sans résultat.

## Sources
- Eugène Mannier, Ordre de Malte : Les commanderies du grand-prieuré de France d'après les documents inédits conservés aux Archives nationales à Paris, Aubry & Dumoulin, 1872, 808 p.